# اشيل فالنسيان
اشيل فالنسيان (بالفرنسية: Achille Valenciennes)‏ عالم حيوانات فرنسي.
فالنسيان ولد في باريس، ودرس تحت يد جورج كوفييه. دراسة فالنيسان عن الديدان الطفيلية في الإنسان ساهمت بدور مهم في دراسة علم الطفيليات. فالنيسان أيضاً انجز تقسيماً منهجي متنوع، بربط الأحافير مع التصانيف الحالية.